# Eptesicus lobatus
Eptesicus lobatus és una espècie de ratpenat de la família dels vespertiliònids. És endèmic de l'est d'Ucraïna. Anteriorment se'l considerava part de l'espècie E. serotinus, però en fou separat basant-se en característiques del lòbul postcalcar (una estructura cutània present en alguns ratpenats). Nia en construccions humanes. Els seus ultrasons tenen una freqüència de 25–29 kHz.

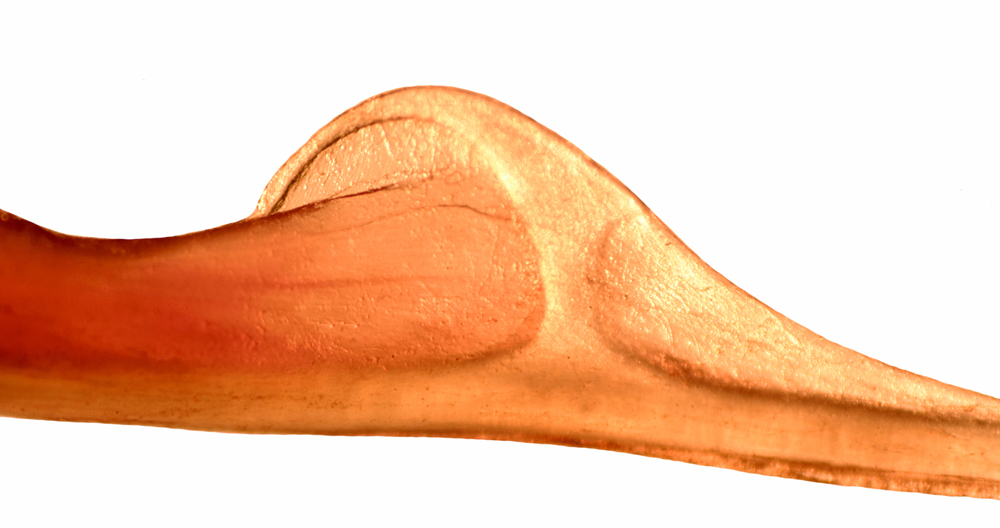
Anatomia del lòbul postcalcar